# Explosions des entrepôts de munitions de Vrbětice

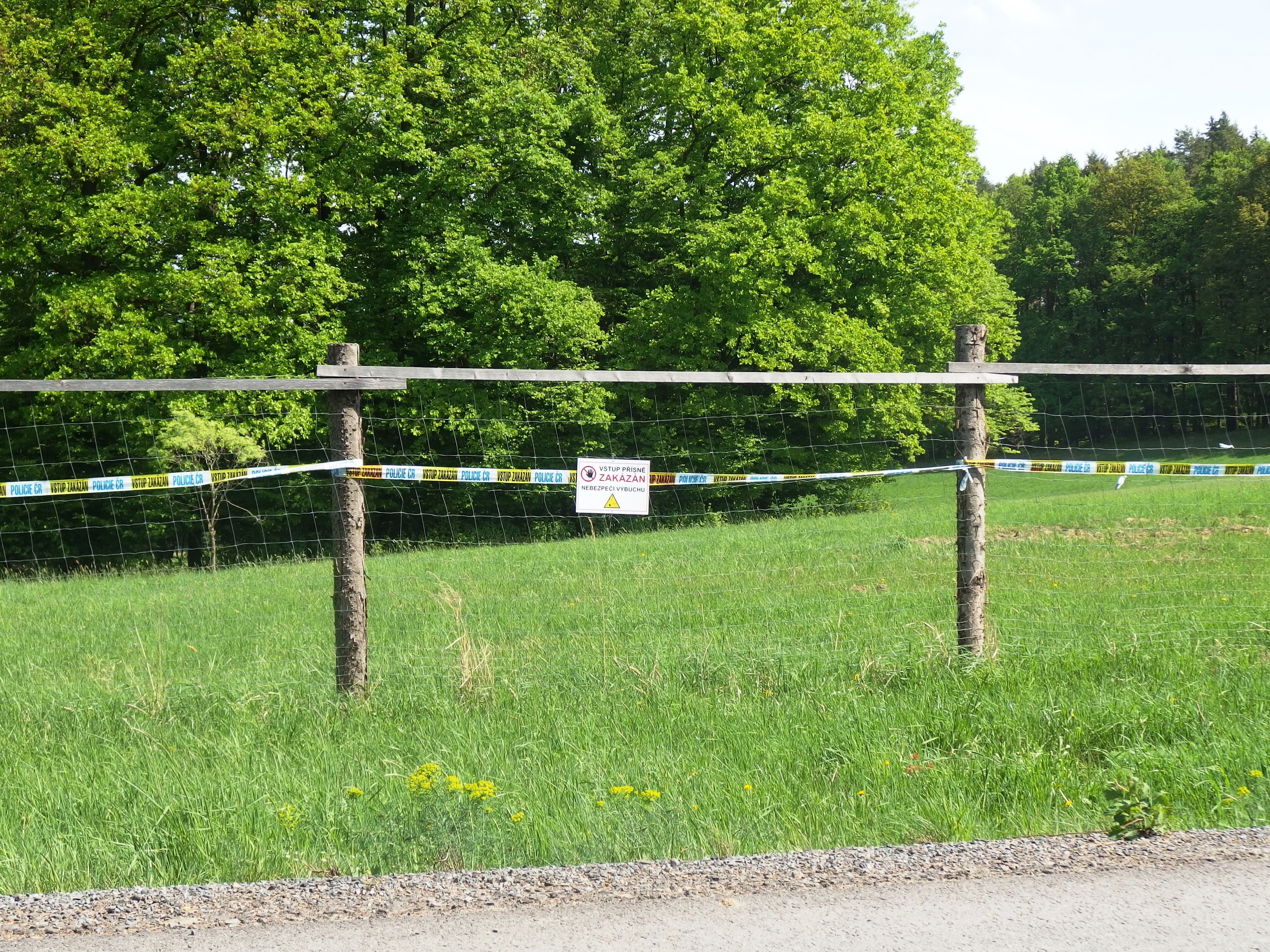
Une zone de nettoyage interdite d'accès sécurisée par la police tchèque en mai 2018.

Les explosions des entrepôts de munitions de Vrbětice sont deux explosions de dépôts de munitions survenues à Vrbětice (quartier de Vlachovice) dans le district de Zlín en Tchéquie en 2014. La première explosion s'est produite le 16 octobre et la seconde le 3 décembre. Deux personnes ont été tuées dans la première explosion. Avec de nombreuses munitions explosives projetées dans les environs, les habitants ont dû etre évacués afin de permettre les opérations de déminage pour un coût de 40M d'euros. Selon le service de sécurité et de renseignement et la police tchèque, deux agents du GRU de l'unité 29155 ont été impliqués dans les explosions.

## Première explosion
L'entrepôt numéro 16 contenait 50 tonnes de munitions, qui ont été propulsées jusqu'à 800 mètres lors l'explosion du 16 octobre. Deux employés du groupe Imex, qui louait le dépôt à la société d'État Military Technical Institute (tchèque : Vojenský technický ústav, VTÚ), ont été tués.
Le dépôt de munitions n'était pas présent dans les plans d'urgence du district de Zlín, de sorte que les pompiers sur les lieux n'avaient aucune idée du type d'incendie qu'ils devaient maîtriser, les obligeant à la plus grande prudence. Immédiatement après l'explosion, environ cent personnes du village voisin de Vlachovice, ainsi que des élèves de l'école primaire et du lycée de Slavičín, ont été évacués.
Le 23 octobre, la police a commencé l'évacuation de 375 personnes des villages de Lipová, Vlachovice et de la zone industrielle voisine de la ville de Slavičín. L'évacuation, qui a duré deux jours, était une mesure préventive, car les pyrotechniciens se rapprochaient des villages. Il y a eu des détonations aléatoires et incontrôlées causées par des munitions tombant des arbres. Le 30 octobre, la police a annoncé que l'accès à la zone était sûr et que 7 000 tonnes de munitions provenant des dépôts pouvaient être déplacées.

## Seconde explosion
Le 3 décembre 2014, le dépôt numéro 12 a explosé. Le dépôt, qui contenait 100 tonnes de munitions, était à 1,2 kilomètre de l'épicentre de la première explosion. 430 personnes des villages environnants ont été évacuées. Selon l'avocat du groupe Imex, les munitions d'artillerie et les mitraillettes étaient entreposées dans le dépôt. Il pensait que le dépôt ne pouvait pas exploser de lui-même.

## Nettoyage des dégâts
Des explosions incontrôlées se sont poursuivies après la deuxième explosion. La dernière a été observée à la mi-décembre 2014. Le 22 décembre, des agents de déminage sont retournés à Vrbětice. Les munitions ont continué d'être retirées jusqu'en janvier 2015, totalisant près de 550 camions. En janvier 2016, le nettoyage de la zone contre les munitions non explosées a commencé. À la fin de l'année 2019, les nettoyages de la zone se sont poursuivis. En octobre 2020, le nettoyage était terminé. Le coût du nettoyage à la fin de l'année 2015 était proche de 350 millions CZK. Le coût du nettoyage des munitions non explosées a été estimé à 1 milliard de CZK.

## Participation du GRU
Selon le service de sécurité et de renseignement et la police tchèque, les explosions du dépôt ont probablement été planifiées par des agents du renseignement militaire russe (GRU). Cette explication a été présentée lors d'une conférence de presse du président du gouvernement tchèque Andrej Babiš le 17 avril 2021. Babiš a déclaré qu'il y avait « des soupçons raisonnables concernant le rôle des membres de l'unité 29155 du renseignement militaire russe GRU dans l'explosion ». Le même jour, le ministre de l'Intérieur et le ministre par intérim des Affaires étrangères Jan Hamáček ont annoncé que la République tchèque expulsait tous les diplomates russes identifiés comme des agents des services de renseignement russes, à savoir 18 diplomates de l'ambassade de Russie à Prague (en). Les deux officiers de renseignement russes Alexander Mishkin et Anatoliy Chepiga (en) soupçonnés d'avoir mené l'empoisonnement de Sergueï et Ioulia Skripal en 2018, auraient été impliqués dans les explosions. Mishkin et Chepiga seraient arrivés à Prague en provenance de Moscou le 13 octobre et seraient repartis le 16 octobre. Bien que personne ne les ait vus dans le dépôt de munitions, les enquêteurs pensent qu'ils ont tous deux visité le dépôt de munitions de Vrbětice en se faisant passer pour des hommes d'affaires, après avoir reçu des laissez-passer sous de fausses identités (Chepiga comme Ruslan Tabarov, Mishkin comme Nikolaj Popa).
Selon le magazine d'information tchèque Respekt, les munitions stockées dans le dépôt qui a explosé devaient être vendues à l'Ukraine combattant dans la guerre du Donbass[réf. nécessaire] par l'intermédiaire du marchand d'armes bulgare Emilian Gebrev; Gebrev lui-même a été empoisonné en 2015, prétendument par le GRU. Selon Jan Hamáček, il n'était pas prévu que les munitions explosent sur le territoire tchèque, mais seulement après avoir été transportées en Bulgarie[réf. nécessaire].
Selon le portail d'information de Seznam.cz, les munitions devaient être vendues à l'opposition syrienne combattant dans la guerre civile syrienne contre les forces armées syriennes dirigées par Bachar el-Assad, un allié de la Russie[réf. nécessaire].
Le ministre tchèque du Commerce Karel Havlíček a déclaré que la société russe Rosatom serait exclue de l'appel d'offres nucléaire pour la construction d'une nouvelle unité de la centrale nucléaire de Dukovany.